# Chiesa di San Francesco (Pistoia)

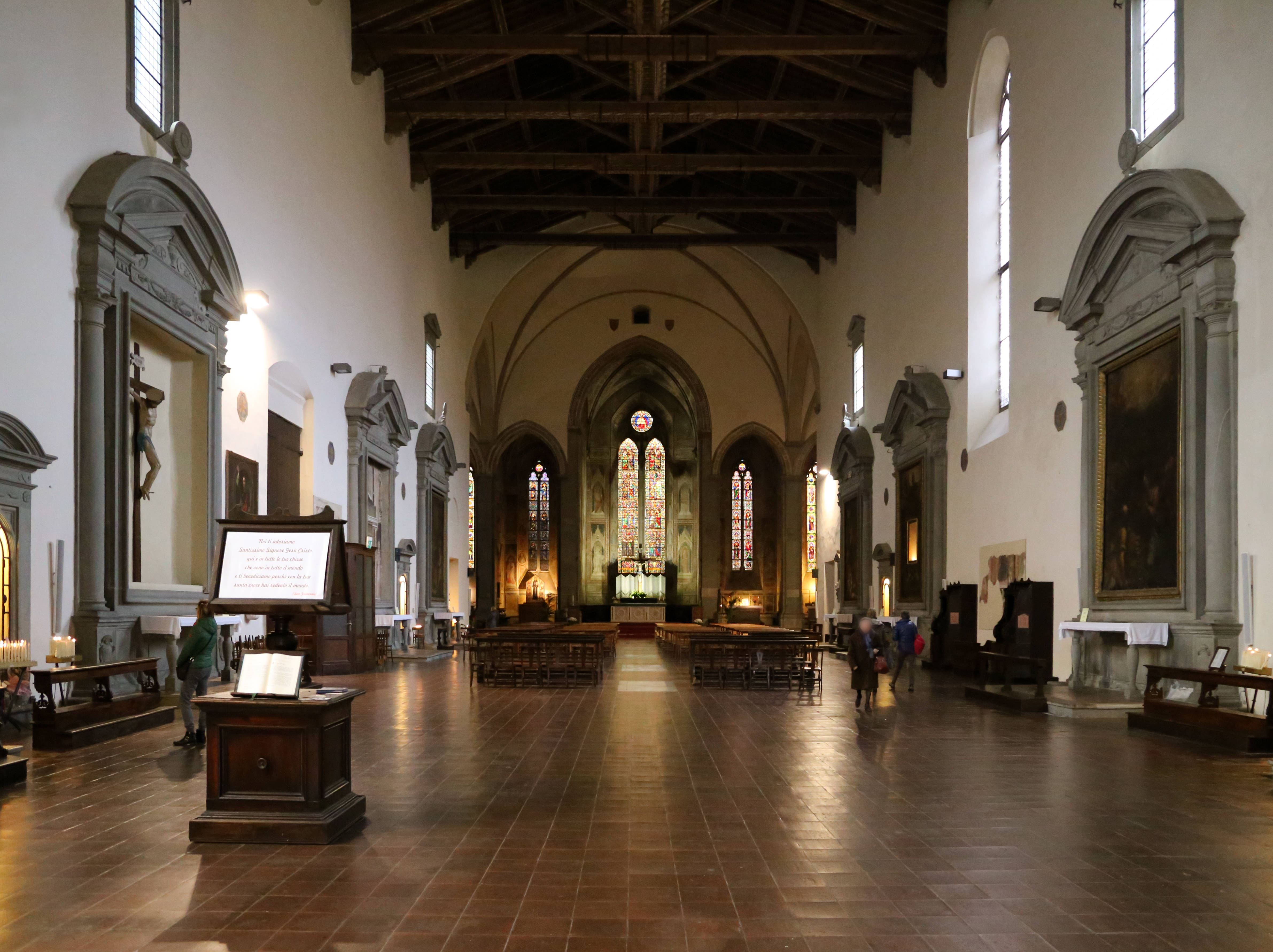
Interno

La chiesa di San Francesco è un luogo di culto cattolico di Pistoia, in piazza San Francesco, sede dell'omonima parrocchia affidata ai Padri betharramiti.

## Storia
La costruzione del complesso iniziò nel settembre 1289; in precedenza, nello stesso sito, sorgeva un convento più piccolo annesso alla chiesa di Santa Maria al Prato, nel quale si erano stabiliti i frati francescani nella prima metà del XIII secolo. I lavori si protrassero fino al XIV secolo; tuttavia la facciata venne completata soltanto nel 1707, in stile con il resto della chiesa. 
Nel corso del XVII secolo, all'interno del luogo di culto vennero eretti numerosi altari laterali da famiglie nobili locali. 
Nel 1926 il convento venne affidato ai frati minori conventuali, dopo che la comunità aveva dovuto lasciare il complesso nel 1808 in seguito alle soppressioni napoleoniche. I Conventuali hanno lasciato la parrocchia nel 2016.

## Descrizione
La chiesa fu costruita secondo il modello francescano, con un'unica aula coperta a capriate e transetto articolato in cappelle; la semplicità decorativa e stilistica rende appena riconoscibile il linguaggio gotico. La facciata è a capanna, ed è caratterizzata dal rivestimento marmoreo a bande bianche e verdi; al centro, si apre un unico portale, strombato e sormontato da una lunetta affrescata, in asse con il quale vi è il rosone circolare.
Internamente, presenta una pianta a croce latina, con ampia navata unica con soffitto a capriate, sulle cui pareti vi sono ancora tracce della decorazione con affreschi realizzati nel corso del XIV secolo. Nella navata vi sono diversi altari: il secondo altare è corredato dalla pala con l'Adorazione dei pastori del calabrese Giuseppe Schifino, realizzata tra 1606 e 1609 su commissione del pittore e mecenate pistoiese Bartolomeo Carafantoni in memoria dello scomparso figlio Curzio.
Il terzo altare presenta una Madonna delle Grazie della fine del Trecento, incorniciata da una tela con il Padre Eterno e Santi già attribuita al Poppi ma assegnabile invece al pistoiese Tarquinio Grazzi e databile all'inizio del Seicento.
L'ultimo a destra è l'altare del giureconsulto e funzionario mediceo Pietro Arrighi, con una pala del Poppi rappresentante la Presentazione della Vergine, siglata "PPP" e databile al 1584. Quello di fronte è l'altare Sozzifanti che reca un'importante pala di Alessandro Allori con la Resurrezione di Lazzaro, ﬁrmata e datata 1594 e commissionata da Alessandro Sozzifanti, forse identificabile con il frate ritratto di proﬁlo in basso a destra.
Al di là del grande arco trionfale si apre la cappella maggiore (affiancata da quattro più piccole), decorata con gli affreschi delle Storie di san Francesco (1343); nella cappella Bracciolini, affreschi con le Storie di Maria eseguiti entro il secondo decennio del XV secolo; nella cappella Pazzaglia, affreschi con Storie dei santi Antonio e Ludovico di Giovanni di Bartolomeo Cristiani; nella cappella Gatteschi, Storie di san Donnino di Bonaccorso di Cino. Fra il 1386 e la fine del secolo furono decorate la sala del capitolo (affreschi di Antonio Vite) e la sacrestia.

### Cappella maggiore

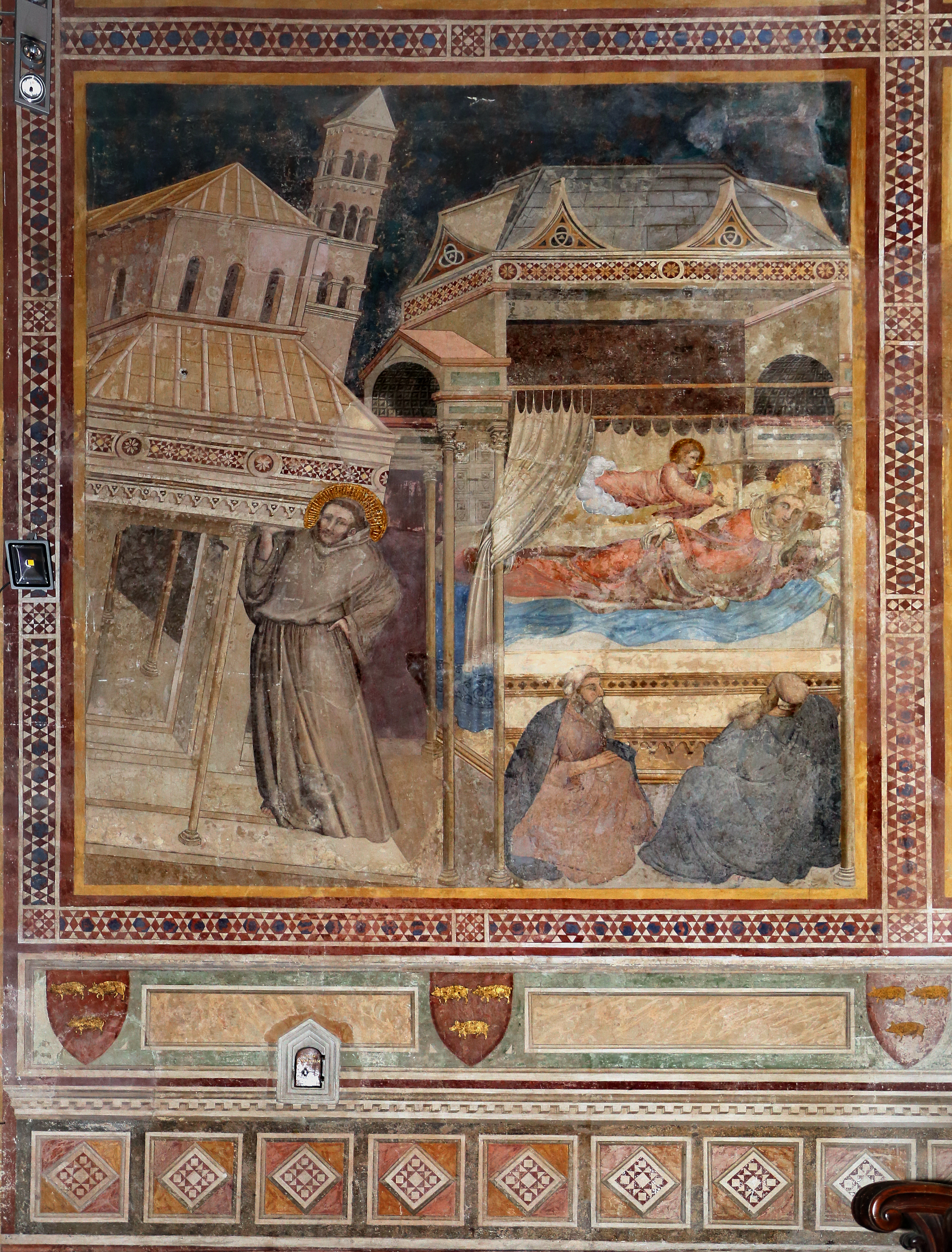
Cappella maggiore, Sogno di Innocenzo III

Concentrando l'attenzione sugli affreschi della cappella maggiore in San Francesco a Pistoia, scoperti durante gli anni Venti del Novecento, si ha la percezione, osservando i lacerti meglio conservati, di un'esecuzione di qualità primaria. Il programma decorativo della cappella, incentrato sulle storie di san Francesco, richiama molto il ciclo di tema analogo della Basilica superiore di Assisi. Le storie del santo risaltano per la loro impostazione monumentale che permette all'esecutore di raffigurare personaggi in scala naturale inseriti in suggestive quinte architettoniche. Le scene della vita del santo sono disposte nelle pareti laterali articolate in tre registri e seguendo un andamento da sinistra a destra, dall'alto in basso si riconoscono: 
1. Sogno di san Francesco;
2. Dono del mantello al povero;
3. Visione del Crocifisso di San Damiano;
4. Rinuncia ai beni (poco leggibile);
5. Sogno di Innocenzo III;
6. Approvazione della Regola;

1. Predica agli uccelli ;
2. Cacciata dei demoni da Arezzo (poco leggibile)
3. Prova del fuoco
4. forse un Miracolo del santo (perduta)
5. Stimmate
6. Morte del santo (perduta).

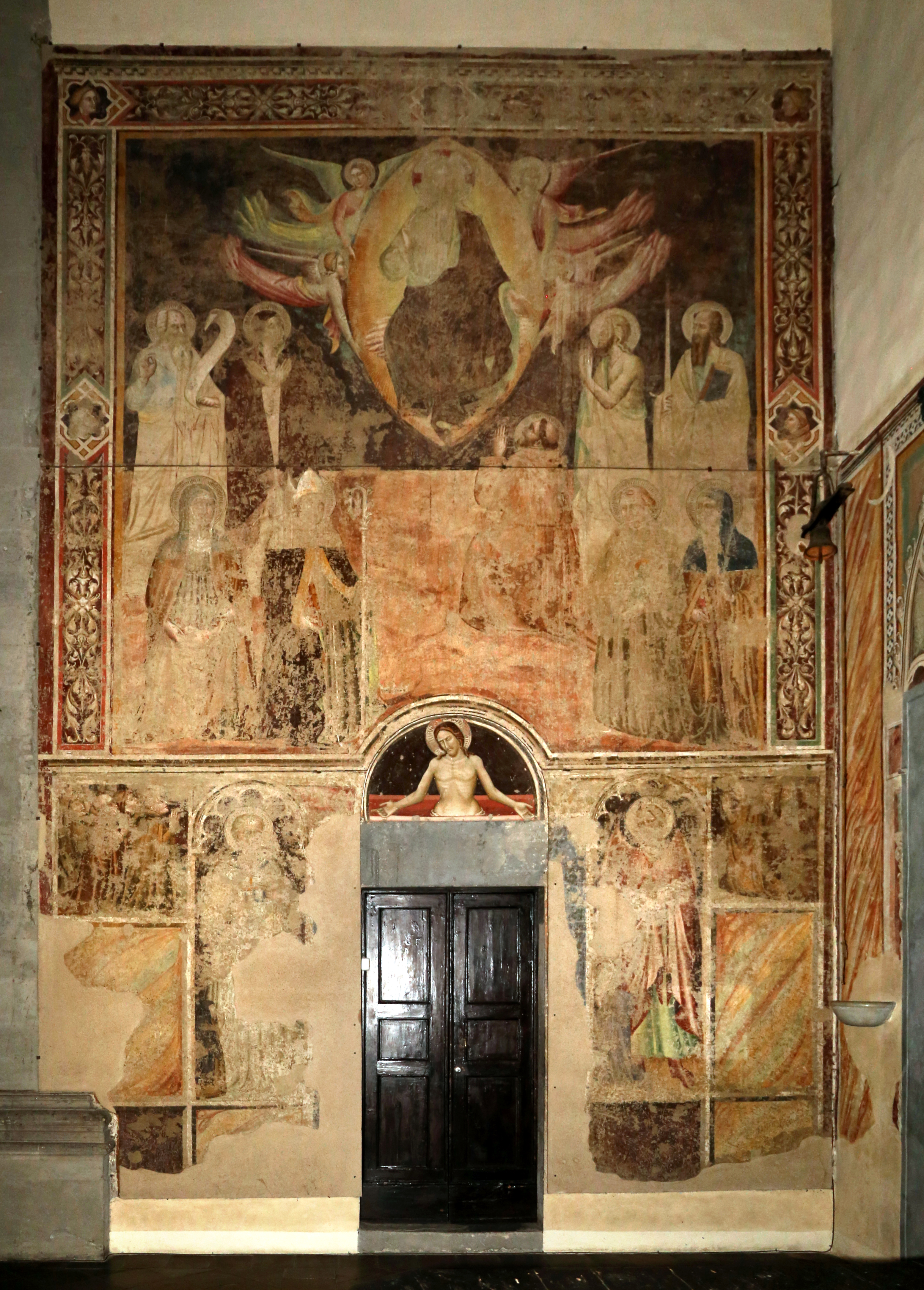
Nanni di Jacopo e bottega di Giovanni Cristiani, Cristo in gloria e santi, 1390 ca.

Le cattive condizioni di conservazione rendono difficile la lettura anche della maggior parte dei busti dell'arcone centrale che presenta figure di Apostoli, Dottori della Chiesa e Santi non sempre riconoscibili tranne quelli negli stipiti tra i quali: San Francesco, San Gerolamo, Sant'Agostino e un santo vescovo (San Zeno?). Sulla parete di fondo si trovano le figure entro edicole di Lazzaro, di una Santa e di una Maddalena, mentre sulle volte sono rappresentate le Virtù francescane.
Vasari indicò come autore degli affreschi in questione Puccio Capanna ed è in questa direzione che si mosse il primo studio su questo ciclo, condotto dal Chiappelli, il quale qualificò come “senesi le intonazioni cromatiche che sfuggivano a una prassi fiorentina”.
Questi affreschi costituiscono in effetti uno dei rarissimi esempi nei quali la cultura figurativa toscana apre a quella d'oltre Appennino. Unanimemente la critica ha individuato per essi un autore bolognese che Longhi ha indicato in Dalmasio degli Scannabecchi, importante punto di contatto e mediazione artistica tra i centri di Bologna e Firenze, sulla base della sua presenza sia a Firenze che a Pistoia verso e oltre la metà del XIV secolo. Per capire i motivi dell'inserimento di un pittore “di chiara estrazione bolognese per la sua naturale inquietudine” (Mellini) in ambiente toscano, può tornare utile portare alla luce due aspetti: il primo è relativo alla figura di Bandino dei Ciantori, il committente, ovvero uno dei più ricchi mercanti pistoiesi, con traffici nell'Italia del Nord, che ebbe la concessione in perpetuum della cappella maggiore del San Francesco, e il secondo riguarda la bottega di Giotto che in quel periodo subiva la perdita del grande maestro ed era impegnata a Milano.
Un riferimento cronologico plausibile può essere la data 1343 della lapide nella cappella (Previtali, Mellini, Boskovitz) che stabilirebbe un termine post quem per l'attività di Dalmasio a Pistoia. Inoltre, nel maggio 1343 i frati affidano a Lippo Memmi la realizzazione del polittico d'altare (oggi perduto), che secondo il Vasari fu eseguito dal Memmi su disegno di Simone Martini.
Una pluralità di elementi culturali emergono dal linguaggio pittorico dispiegato sulle pareti della cappella, primo fra tutti è quello emiliano richiamato dalla carica espressiva delle figure nella scena del Dono del mantello, ma si avvertono echi anche della poetica solenne e arcaizzante di Pietro Lorenzetti che nel 1340 terminò una Madonna con Bambino e angeli (oggi agli Uffizi) per questa chiesa. La spazialità messa in scena da Dalmasio nelle storie del santo può richiamare quella assisiate, in particolar modo nel Sogno di Innocenzo III, anche se con l'inserimento di dettagli architettonici (ravvisabili nelle decorazioni dell'architrave della stanza e del letto del pontefice) che si discostano un po' dal modello umbro e nella Visione del Crocifisso integrata con particolari interessanti come l'evidente ispirazione alla cupola del Pantheon per la struttura del catino absidale o l'inserimento di un fagotto sulla finestra, indice di un personale naturalismo descrittivo. Questa intenzione spaziale potrebbe essere mediata dalla lezione di Ambrogio Lorenzetti, come dimostra la scena della Predica agli uccelli dove viene meno il riferimento al modello assisiate e più marcata risulta la matrice senese nella veduta di città murata e nell'accesa intonazione rossastra. Ulteriori testimonianze naturalistiche possono essere colte nella precisione descrittiva delle figure di animali selvatici e, nella scena delle Stimmate, nella figura di frate Elia, il quale distoglie lo sguardo dal libro volgendosi alla sua destra (aspetto che può essere considerato ancora una volta una variante dal modello di Pietro e Giotto di analogo tema ad Assisi) e nella rappresentazione dello sfondo paesaggistico, predominante sui personaggi, che risente di certe evocazioni d'ambiente che ebbero echi nella pittura tardo-gotica, già apparse negli affreschi della cappella della Maddalena al Bargello. Rimandi a questi ultimi affreschi sono evidenti nei polilobi della volta e nella composizione misurata delle edicole nelle quali appaiono le figure di Lazzaro e della Maddalena sulla parete di fondo. Nella scena della Prova del fuoco, invece, le possenti figure, in particolare quella del giannizzero sulla destra, evocano lo stile di Maso di Banco, mentre l'impianto architettonico sempre sulla destra rimanda agli affreschi bolognesi di Francesco da Rimini.

### Organi a canne
A ridosso della parete di fondo del braccio di sinistra del transetto, vi è il principale organo a canne della chiesa. Esso venne costruito nel 1896 dalla ditta organaria William Hill & Sons per la Rosslyn Hill Unitarian Chapel di Hampstead, quartiere del London Borough of Camden; nel 1997 venne rimosso e, dopo un restauro condotto tra il 2002 e il 2004 dalla ditta Goetze & Gwynn, installato nella chiesa pistoiese. Lo strumento si compone di un corpo unico ed è a trasmissione pneumatica; dispone di 27 registri. La sua consolle ha tre tastiere e pedaliera concavo-radiale, con ai lati dei manuali i pomelli dei registri, delle unioni e degli accoppiamenti.
Un secondo organo a canne, di modeste dimensioni, è situato a pavimento nell'abside, dietro l'altare maggiore; costruito dalla ditta Costamagna alla metà del XX secolo, dispone di 14 registri su due manuali e pedale ed è integralmente racchiuso entro cassa espressiva.

## Opere già in San Francesco
- Pietro Lorenzetti, Madonna in trono col Bambino tra otto angeli, oggi agli Uffizi

## Note

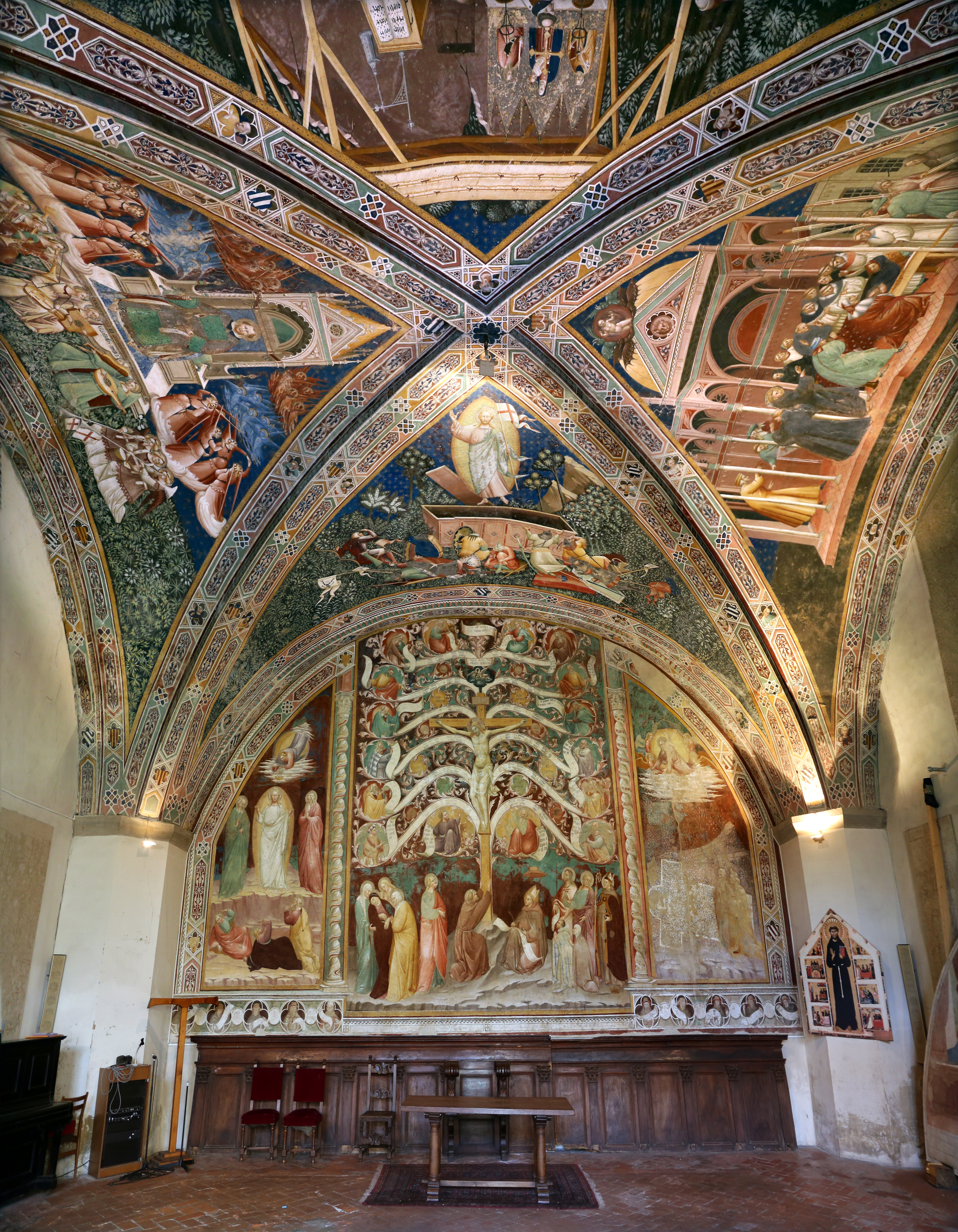
Capitolo

## Bibliografia

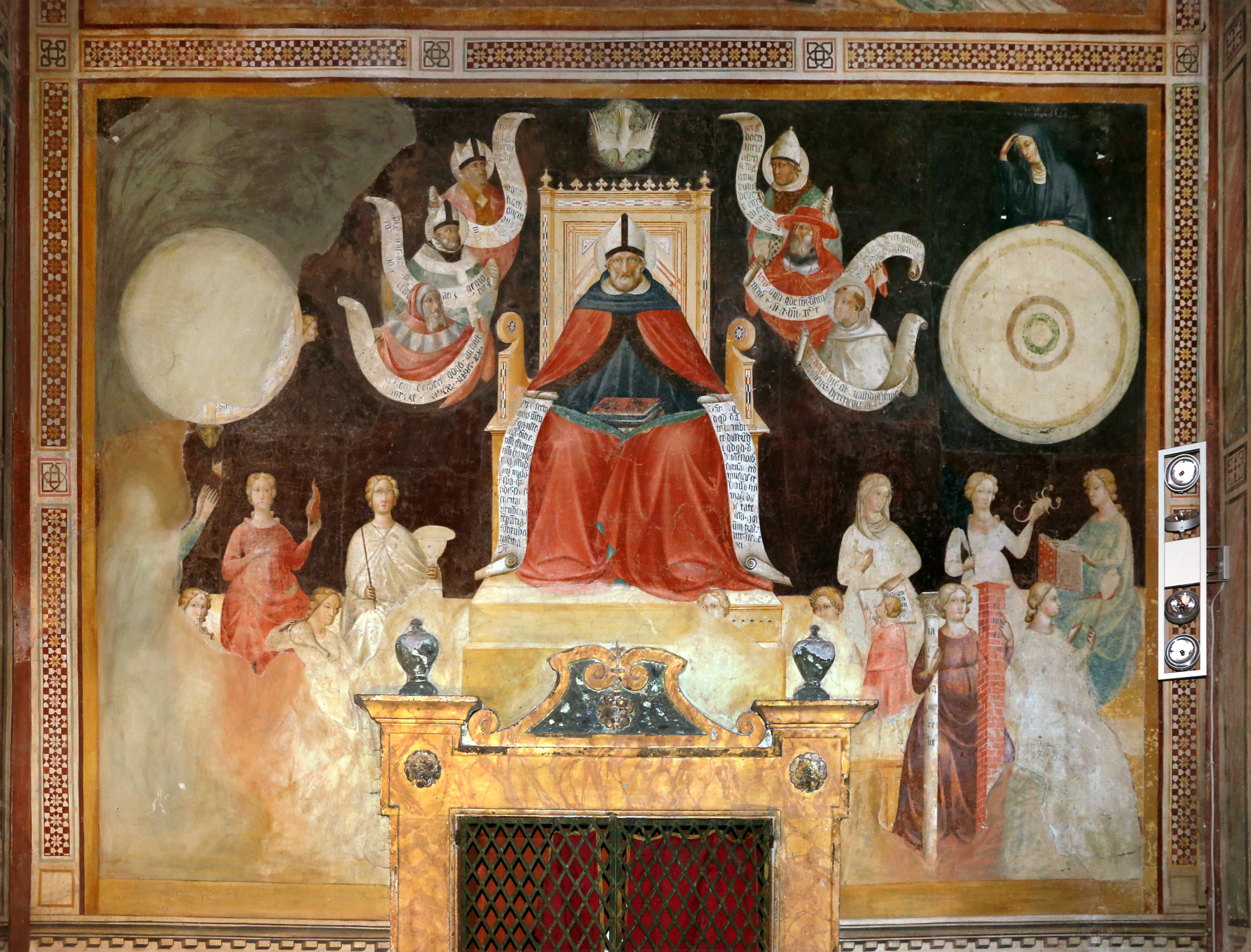
Cappella Bracciolini, Trionfo di sant'Agostino